# Leptoserolis sheppardae
Leptoserolis sheppardae is een pissebed uit de familie Serolidae. De wetenschappelijke naam van de soort is voor het eerst geldig gepubliceerd in 1969 door Bastida & Torti.